# Inés Sainz Esteban
Inés Sainz Esteban (Bilbao, Vizcaya, 6 de octubre de 1975) es una modelo y empresaria española, ganadora de Miss España 1997.

## Biografía
Inés Sainz fue coronada Miss España el 8 de febrero de 1997 en Alicante. Posteriormente participó en el certamen Miss Universo 1997.
Tras finalizar su reinado, trabajaría de modelo y en televisión. Estudió Marketing y Comunicación y dejó las pasarelas para trabajar en el gabinete de prensa de Elizabeth Arden y posteriormente en el área de comunicación de diferentes empresas. En 2009 creó una agencia de comunicación y relaciones públicas que se llama Back Up Comunicación y Prensa, de la que es directora. Actualmente también trabaja como modelo de forma ocasional.

## Sucesión de Miss España
| Predecesor: María José Suárez | Miss España 1997 | Sucesor: María José Besora |